# Mária Podhradská
Mária Podhradská (* 2. července 1975 Bratislava) je slovenská zpěvačka, moderátorka, autorka hudebních vystoupení pro děti. Její matka je známá houslistka a pedagožka Viera Podhradská.

## Ze života
V hudební relaci Deka televize Markíza písnička "Na hraně" vyhrála a i se udržela několik týdnů na předních místech v žebříčku relace. Tato píseň vyšla na kompilaci křesťanských skupin, na albu Bez Teba niet neba, které vydalo Universal Music v roce 1999. Se skupinou Atlanta odehrála více než 500 koncertů. V televizi Lux moderovala pořad Poltón.

## Diskografie
- 2001 "Právě proto – Rozhodnuto" – CD singl
- 2003 Rozhodnuto – LUX EAN 8586005845027, CD[5]
- 2007 Bylo jak bude – Tonada
- 2008 Veselá angličtina pro děti – Tonada EAN 8 588003 591081, CD
- 2009 Veselá angličtina pro děti 2 – Tonada EAN 8 588003 591081, CD
- 2010 Veselá angličtina pro děti 3 – Tonada, CD

### Se skupinouAtlanta
- 1996 Dlouhý příběh
- 1997 Místo na zemi
- 1999 Křídla v dešti
- 2002 ... vánočně - Atlanta a Kompromis - LUX  LM 0025-2-331, CD
- 2005 Několik vět

### S Richardem Čanakym, Spievankovo
- 2002: Mária Podhradská a Richard Čanaky – dětem – Lux communication, CD
- 2004: dětem 2 – Lux communication, CD
- 2005: dětem 3 – anglické písně pro děti – Lux communication, CD
- 2006: dětem 4 – Lux communication, CD
- 2006: dětem 5 – Písně pro děti - Tonada, CD
- 2007: Ukolébavky do postýlky – Tonada, CD
- 2007: Vánoční písně (nejen) pro děti – Tonada, CD
- 2007: Vánoční písně - hudební podklady – Tonada, CD
- 2008: Písničky pro dětičky – Tonada, CD
- 2008: Pohádky 1 – Tonada, CD
- 2009: Pohádky 2 – Tonada, CD
- 2009: Spievankovo  – Tonada, DVD
- 2010: Pec nám spadla – Tonada, CD (české a slovenské písně pro děti) spolu s Jitkou Molavcovou
- 2011: Spievankovo 2 – Tonada, DVD
- 2011: Na diskotéce – Tonada R162 0028-2-331, CD
- 2012: Spievankovo 3 – Tonada, DVD R162 0030-9-331, DVD
- 2012: Pohádky 3 – Tonada, CD
- 2013: Spievankovo I. – Tonada, CD (písně z DVD Spievankovo a Spievankovo 2)
- 2013: Spievankovo 4 – Tonada, DVD (Veselá angličtina pro děti – Příběhy zajka Smejka a víly Nezábudky)
- 2014: Spievankovo II. – Tonada, CD (písně z DVD Spievankovo 3 a Spievankovo 4)
- 2015: Pohádky 4 – Tonada, CD
- 2015: Spievankovo 5 – Tonada R162 0033-9-331, bonusy – R162 0033-9-332, DVD (O povoláních)
- 2016: Spievankovo III. – Tonada, CD (písně z DVD Spievankovo 5)

### Kompilace
- 1999 Bez tebe není nebe – Universal Music, CD – 02. "Na hraně" – Mária Podhradská, 06. "Písnička" – Atlanta, 09. "Tváře" – Mária Podhradská, 15. "Shout Alleluja" – Atlanta.
- 2004 Bez tebe není nebe II – LUX communication, CD – 01. "Několik vět" – Atlanta, 07. "Šachy vět" – Mária Podhradská.
- Bez tebe není nebe III – LUX communication, CD + DVD – 08. "O lásce III" – Atlanta – CD, 01. "O lásce III" – Atlanta – DVD.

## Filmografie
- 1993 sedmero krkavců .... Bohdanka, režie: Ludvík Ráža[8]
- 1995 Sen o krásné panny .... Mahulena, režie: Ludvík Ráža[9]
- 2011-2018 Spievankovo filmy cyklus.... Spievanka, režie Diana Novotná